# Geostationary Operational Environmental Satellite

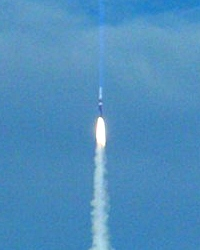
El satélite GOES N lanzado con un cohete Delta IV desde la estación LC-37B, en Cabo Cañaveral, Florida

El Satélite Geoestacionario Operacional Ambiental (del inglés Geostationary Operational Environmental Satellite, abreviado GOES) es un proyecto de satélites geoestacionarios del Servicio Meteorológico Nacional de Estados Unidos, a su vez dependiente de la Oficina Nacional de Administración Oceánica y Atmosférica (NOAA).
Los datos de imágenes y de sonda del GOES son continuos y proveen una corriente de información ambiental para interpretar el pronóstico del tiempo, el seguimiento de tormentas severas y para investigación de la meteorología. Desde que inició el programa en 1974 con el lanzamiento del primer Satélite Sincrónico Meteorológico, el SMS-1, es responsable del armado de los elementos claves de pronósticos y monitoreo. Además, otros sistemas de tierra y aire trabajan juntos para acompañar a la misión GOES.

## Satélites
EE. UU. tiene cuatro en operaciones.
- GOES-9 se comparte con Japón sobre el Pacífico medio, como parte de un acuerdo multinacional, cuando el satélite japonés GMS-5 llegó al fin de su vida útil, y falló el lanzamiento del satélite de reemplazo MTSAT-1. Está a 160° E sobre el océano Pacífico.[1]
- GOES-10 se mueve a 60° W para suplementar el GOES-Este.[2]
- GOES-11 es el designado GOES-Oeste, corrientemente localizado a 135 °W sobre el océano Pacífico.[3]
- GOES-12 es el designado GOES-Este, localizado a 75° W sobre el río Amazonas.[4]  Es el que da mucha de la información del tiempo de EE. UU..

Varios satélites GOES siguen en órbita, o inactivos o reasignados.  GOES-3 no es más usado para operaciones del tiempo, pero es parte crítica de los enlaces de comunicaciones entre EE. UU. y la Base Amundsen-Scott.  En la estación se construyó un disco de 9 m, y hay enlace satelital por aproximadamente cinco horas por día.  Las tasas de datos rondan los 2,048 Mbit/s bi-direccional en óptimas condiciones.  GOES-8 (GOES-Este cuando estaba en operación) está en órbita de parking, corrientemente derivando cerca de 4° W diariamente.  Fue desafectado el 1 de abril de 2003, y desactivado el 5 de mayo de 2004, después de una falla en su sistema de propulsión.

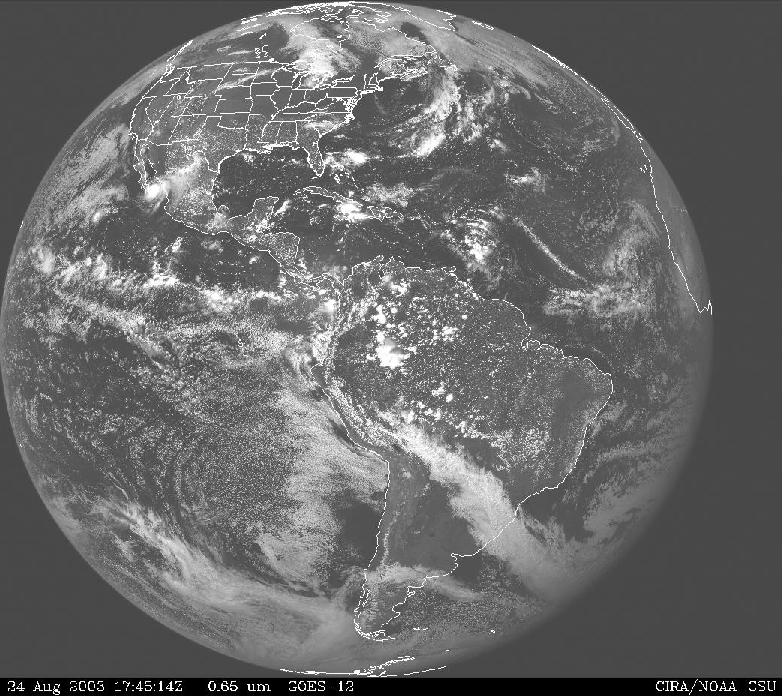
Imagen GOES-12 luz visible

## Propósito
Diseñado para operar en órbita geoestacionaria, a 35.790 km  sobre la tierra, permaneciendo estacionario (respecto a un punto sobre el suelo), la nave GOES I–M continuamente a la vista de EE. UU. continental, y los vecinos ambientes de los océanos Pacífico y Atlántico,  América Central y Sudamérica. 
Sus tres ejes, con un diseño de satélite estabilizado conecta sus sensores para "vigilar" la tierra monitoreando nubes, temperatura superficial y vapor de agua, y sondeando los perfiles verticales de estructuras térmicas y de vapor. Así sigue la evolución de fenómenos de la atmósfera, asegurando la cobertura en tiempo real para seguir eventos de corta vida, especialmente severas tormentas locales, ciclón tropical, que directamente afectan la seguridad pública, protección de propiedades, y últimamente, salud y desarrollo económico. La importancia de esta capacidad ha sido recientemente ejemplificado durante los huracanes Hugo (1989) y Andrew (1992).